# Elaine Chao
Elaine Lan Chao (Chinees:  趙小蘭) (Taipei, 26 maart 1953) is een Amerikaans politica van de Republikeinse Partij. Ze was minister van Arbeid in het kabinet-George W. Bush van 2001 tot 2009 en minister van Transport in het kabinet-Trump van 2017 tot 2021. Chao stapte op als minister van Transport naar aanleiding van de bestorming van het Capitool. Sinds 1993 is ze getrouwd met Mitch McConnell, de Republikeinse fractieleider in de Senaat.